# Tractat de Madrid (1721)
Els tractats de Madrid de 1721, signats entre Espanya, França, i el Regne de la Gran Bretanya significaren el final de la guerra de la Quàdruple Aliança.

## Antecedents
La guerra de la Quàdruple Aliança es va produir com a resultat de les ambicions territorials del rei Felip V d'Espanya, la seva dona, Isabel Farnese, i el seu principal conseller, Giulio Alberoni, a Itàlia, on tenia pretensions de recuperar els territoris cedits pel tractat d'Utrecht. A l'altre extrem es troben, reclamant les mateixes possessions, Lluís XV de França i el seu cosí Felip III d'Orleans. El desembre de 1719 Felip V d'Espanya es desfeia d'Alberoni posant fi al conflicte mitjançant el Tractat de la Haia de 1720. En aquest tractat, el duc de Savoia, Víctor Amadeu II de Savoia, va ser obligat a canviar l'illa de Sicília per Sardenya que, si bé era de menor importància, va tenir en el futur un paper cabdal en la Unificació d'Itàlia, un segle i mig després.

## El tractat
Pels tractats de Madrid de 1721, signat entre Espanya, França, i el Regne de la Gran Bretanya es restituïen les places preses durant la guerra.
El 27 de març es va firmar un primer tractat entre Espanya i França i el 13 de juny, el Regne d'Anglaterra es va adherir a l'aliança franco-hispànica.

## Ruptura
Les bones relacions entre els tres països signants no va ser molt duradera. El 1725 Felip V va signar el Tractat de Viena de 1725 amb Carles VI del Sacre Imperi Romanogermànic per a recuperar Gibraltar i França, Gran Bretanya i Prússia van conformar, en resposta, la Lliga de Hannover, a la que s'hi van afegir posteriorment les Províncies Unides (1726), Suècia i Dinamarca (1727).